# Семйонтково (Журомінський повіт)
Семйонтково (пол. Siemiątkowo) — село в Польщі, у гміні Семьонтково Журомінського повіту Мазовецького воєводства.
Населення — 508 осіб (2011).
У 1975-1998 роках село належало до Цехановського воєводства.

## Демографія
Демографічна структура станом на 31 березня 2011 року:
|          | Загалом | Допрацездатний вік | Працездатний вік | Постпрацездатний вік |
| -------- | ------- | ------------------ | ---------------- | -------------------- |
| Чоловіки | 249     | 53                 | 172              | 24                   |
| Жінки    | 259     | 46                 | 157              | 56                   |
| Разом    | 508     | 99                 | 329              | 80                   |